# Louis d’Aurelle de Paladines

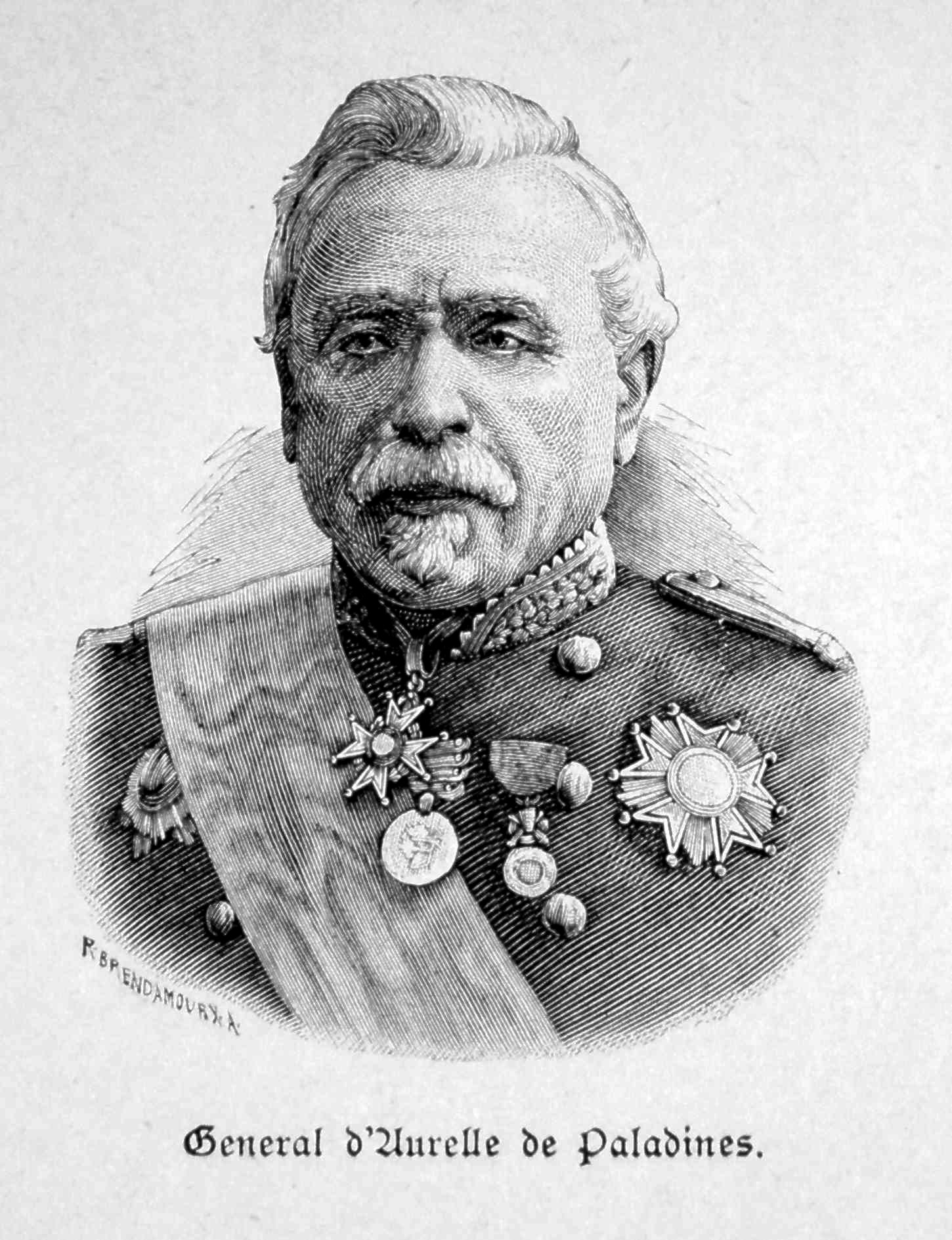
General d’Aurelle de Paladines

Louis Jean Baptiste d’Aurelle de Paladines (* 9. Januar 1804 in Le Malzieu-Ville, Lozère; † 17. Dezember 1877 in Versailles) war ein französischer General.

## Leben
Ausgebildet an der Militärschule Saint-Cyr, trat Aurelle 1824 als Unterleutnant in ein Infanterieregiment und diente von 1841 bis 1854 mit einer kurzen Unterbrechung 1849, wo er den Feldzug gegen Rom mitmachte, in Algerien, wo er als Auszeichnung dafür, dass er 1852 zuerst das Kaiserreich proklamierte, zum Brigadegeneral befördert wurde.
Während des Krimkriegs zeichnete er sich während der Schlacht an der Alma (20. September 1854) und der Schlacht von Inkerman (5. November 1854) aus und befehligte eine Brigade vor Sewastopol. 1855 wurde er Divisionsgeneral und kommandierte 1859 in Marseille. Im Jahr 1869 zur Reserve versetzt, erhielt er erst während des Deutsch-Französischen Krieges nach dem Tag von Sedan am 11. Oktober 1870 durch die republikanische Regierung wieder ein Kommando. Nachdem er eine Zeit lang in Marseille befehligt hatte, wurde er am 14. Oktober an die Spitze der neu zu bildenden Loirearmee gestellt.
Mit Umsicht und Energie organisierte er diese und ging nordwärts zum Entsatz von Paris vor. Am 9. November 1870 drängte er den bayrischen General von der Tann bei Schlacht bei Coulmiers zurück. Er weigerte sich aber, vor vollendeter Reorganisation der Armee auf Paris vorzudringen. Auf politischen Druck der Regierung hin ging er dann doch Ende November zum Angriff über. Von der Armee des Prinzen Friedrich Karl Nikolaus von Preußen von Osten her bedrängt, wurde er am 2. Dezember 1870 in der Schlacht bei Loigny und Poupry durch die Armee-Abteilung des Großherzogs von Mecklenburg unter schweren Verlusten geschlagen und musste am 5. Dezember Orléans aufgeben.
Obwohl an dieser Niederlage Gambetta durch sein eigenmächtiges Eingreifen in die militärischen Operationen wesentlich Schuld trug, wurde alleine Aurelle für das Unglück verantwortlich gemacht und 6. Dezember seines Kommandos enthoben. Er lehnte im Januar 1871 das ihm angetragene Kommando des Lagers von Cherbourg ab, wurde in die Nationalversammlung gewählt, sprach hier für den Frieden und gehörte der Kommission an, welche die Vorverhandlungen (Präliminarien) zu einem Waffenstillstand mit Preußen zustande brachte.

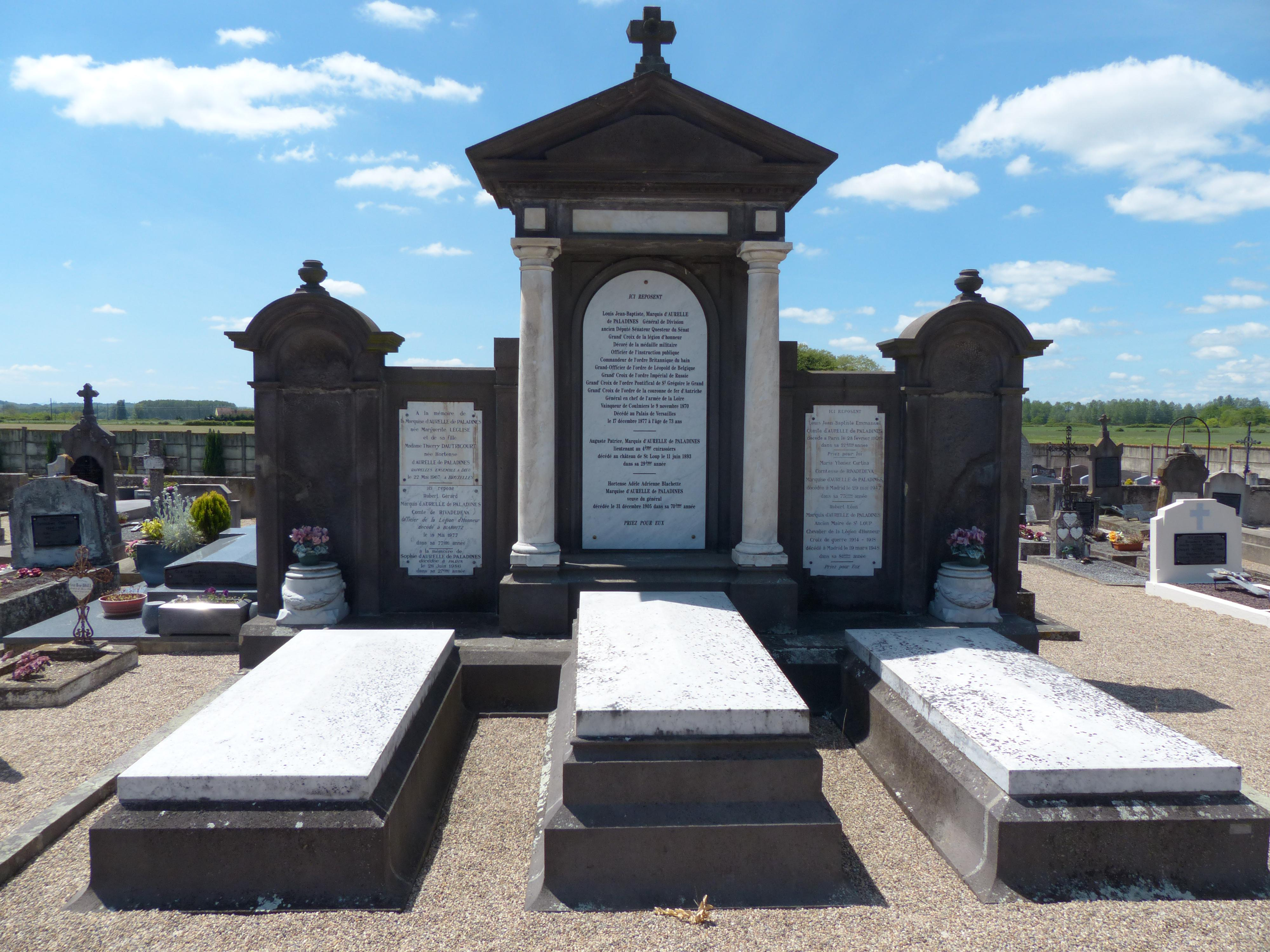
Saint-Loup, Familiengrab

Anfang März 1871 befehligte er die Nationalgarde des Seinedepartements, seit dem Frieden die 14. Territorialdivision zu Bordeaux. Im Jahr 1875 wurde er als Sénateur inamovible in den Senat gewählt. Er starb am 17. Dezember 1877 in Versailles.

## Werke
Er schrieb zu seiner Rechtfertigung:
- Campagne de 1870–71;
- La premiére armée de la Loire (Brüssel 1872; deutsch, Braunschweig 1874–1875, 2 Bände)